# Lipsius-Bau (Leipzig)

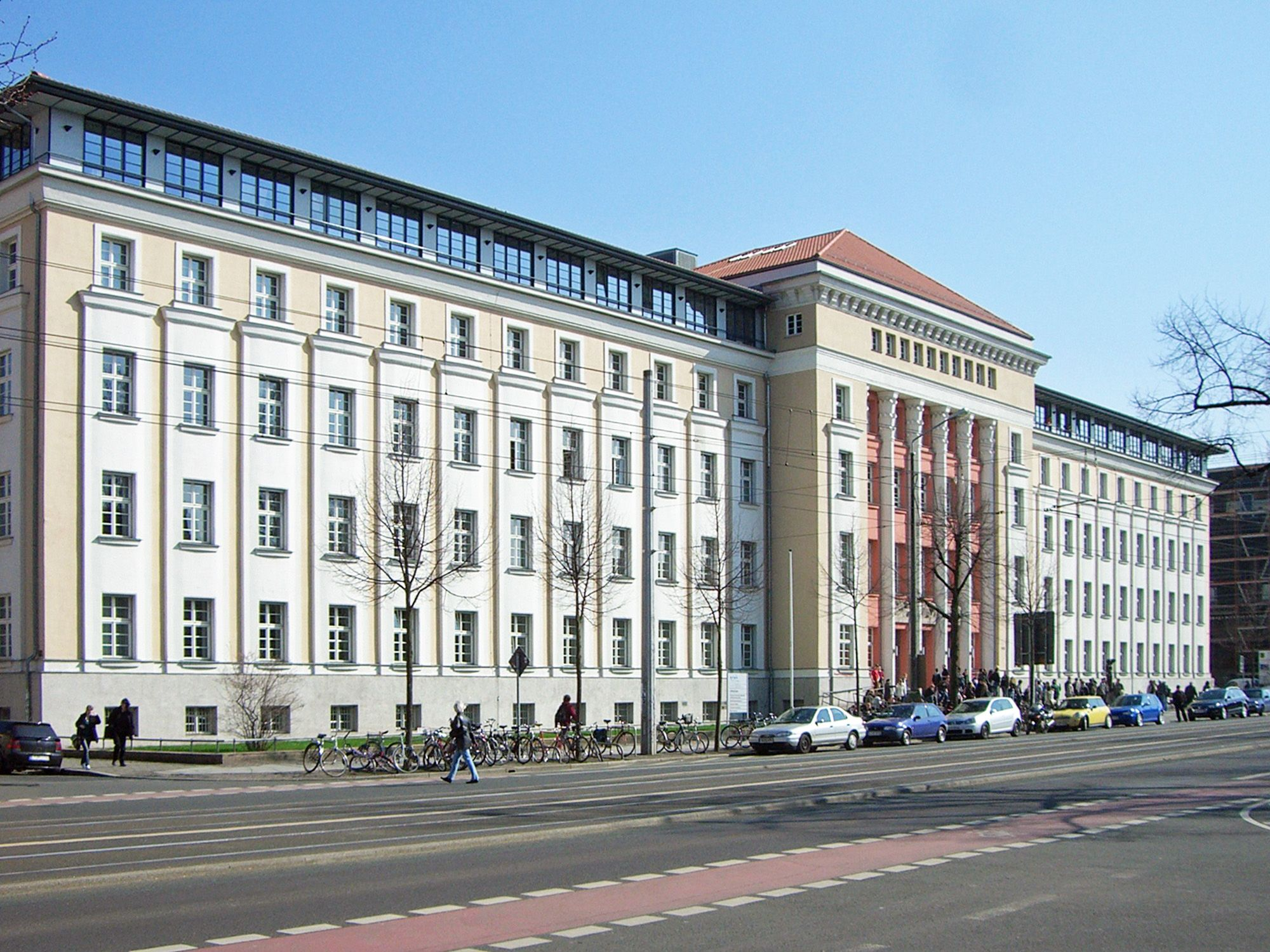
Lipsius-Bau der HTWK (2009)

Der Lipsius-Bau ist ein Gebäude der Hochschule für Technik, Wirtschaft und Kultur Leipzig (HTWK) in ihrem Campus-Gelände im nördlichen Bereich des Stadtteils Connewitz. Es ist benannt nach dem für Leipzig bedeutenden Architekten Constantin Lipsius (1832–1894). Das Haus wurde ursprünglich als Verwaltungsgebäude der Oberpostdirektion errichtet und steht unter Denkmalschutz.

## Lage
Der Lipsius-Bau hat die Adresse Karl-Liebknecht-Straße 145. Er erstreckt sich auch in die Eichendorffstraße (Nr. 10) und die Gustav-Freytag-Straße (Nr. 41). In unmittelbarer Nachbarschaft befinden sich die HTWK-Gebäude Geutebrück-Bau, Föppl-Bau, Nieper-Bau, Gutenberg-Bau, Zuse-Bau sowie die Bibliothek der HTWK.

## Geschichte
In den Jahren 1922 bis 1926 ließ sich die Oberpostdirektion Leipzig nach Plänen des Oberpostbaurats Willibald Seckt an der Südstraße ein Bürogebäude errichten. Die Funktion als Oberpostdirektion erfüllte es ohne größere Schäden im Zweiten Weltkrieg bis Anfang der 1950er Jahre. Dann zog bis 1990 der Rat des Bezirkes Leipzig ein. Bis 1996 folgte das Regierungspräsidium Leipzig.
Anschließend übernahm die HTWK das Objekt. Von 1997 bis 2001 wurde das nun Lipsius-Bau benannte Haus von einem Verwaltungsgebäude zu einem Hochschulgebäude umgebaut und erweitert.

## Beschreibung

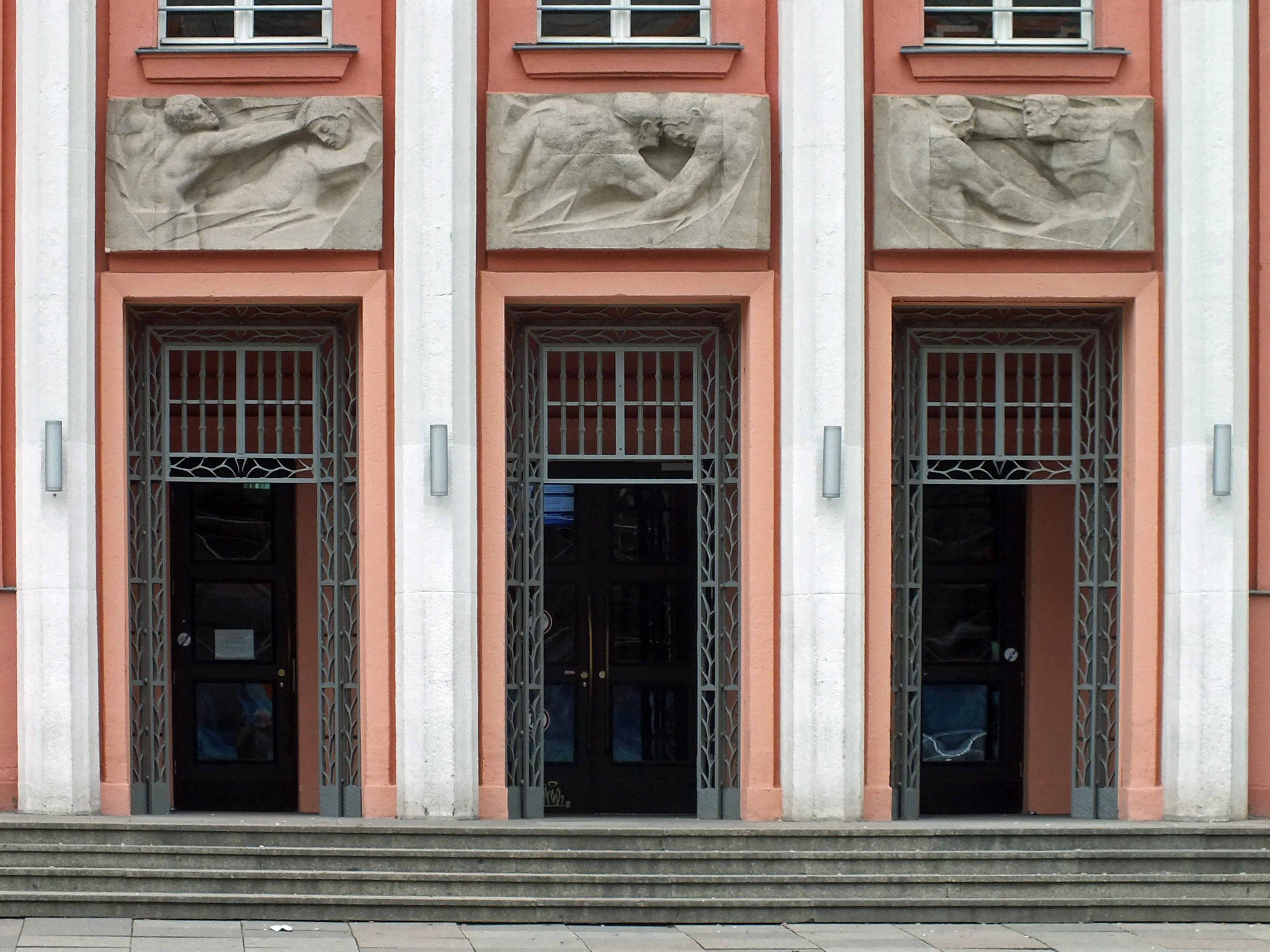
Eingangsbereich (2013)

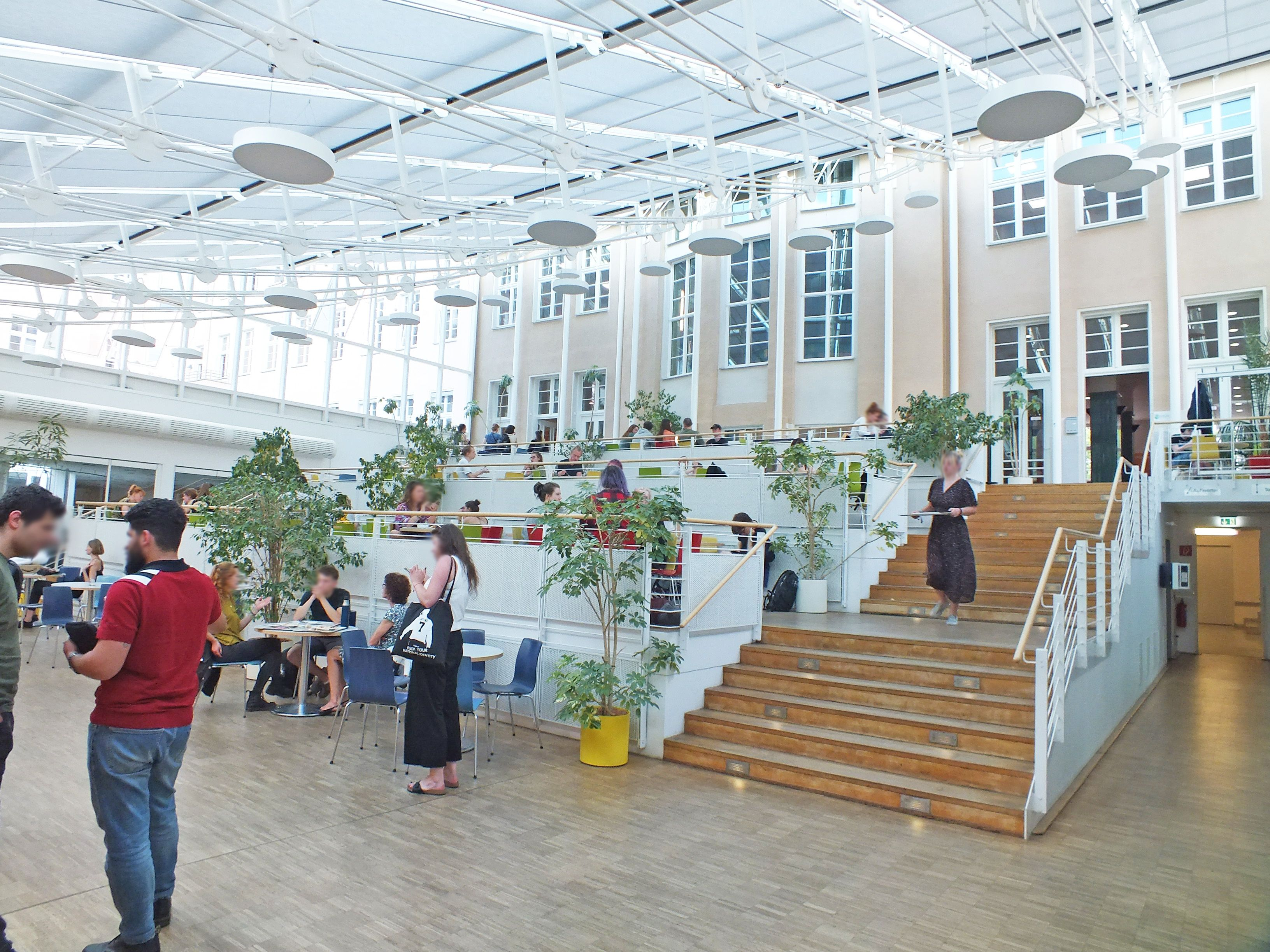
Cafeteria (2023)

Das Gebäude der Oberpostdirektion war ein viergeschossiger langgestreckter Baukörper mit zwei unterschiedlich langen Seitenflügeln auf hohem Sockelgeschoss. Die zweimal zwölf Fensterachsen flankierten und flankieren noch heute einen siebenachsigen portikusartigen Mittelrisalit mit vier abgekanteten Säulen, einem Mezzaningeschoss und einem breiten Traufgesims. Oberhalb der drei Eingangstüren mit Eisengitterumrahmungen befinden sich drei expressionistische Steinreliefs mit dramatisch bewegten Figuren, die von dem Leipziger Bildhauer Wilhelm Andreas (1882–1951) nach Entwürfen von Alfred Thiele (1886–1957) stammen. Die Keramikkacheln im Vestibül stammen vom Frohburger Kunstkeramiker Kurt Feuerriegel (1880–1961).
Beim Umbau zum Hochschulgebäude wurden ein fünftes Obergeschoss aufgesetzt und zahlreiche Büroräume in zwanzig Seminarräume, drei Hörsäle und mehr als fünfzehn Laborräume umgestaltet. Im Hofbereich wurde auf einer Fläche von nahezu 2400 m² eine Mensa mit begrüntem Flachdach errichtet, die vom Studentenwerk Leipzig betrieben und vom gesamten Campus genutzt wird. Den Anschluss an das Hauptgebäude bildet eine in vier Ebenen ansteigende Cafeteria mit einem schrägen Glasdach. Im Anschluss an den kürzeren südlichen Seitenflügel entstand 2005 ein Laborgebäude für Naturwissenschaften in moderner Bauweise.